# James Batemon
James Batemon III (Milwaukee, 8 aprile 1997) è un cestista statunitense.

## Carriera
Inizia la carriera professionistica nel 2019, quando viene firmato dall'Ogre, club lettone dell'Latvian-Estonian Basketball League. Il 30 giugno 2020 passa al Vichy-Clermont, squadra militante in Pro B; resta nella seconda serie francese anche nella stagione successiva, trasferendosi al Tours MB. Il 10 agosto 2022 firma con il Karditsas, che lascia nel successivo mese di gennaio, passando ai Crailsheim Merlins.